# Суринский
Суринский — посёлок Ивняковского сельского поселения Ярославского района Ярославской области.

## География
Посёлок находится рядом с автодорогой М8 «Москва-Холмогоры».

## История
В 2006 году посёлок вошёл в состав Ивняковского сельского поселения образованного в результате слияния Ивняковского и Бекреневского сельсоветов.

## Население
| 2007 | 2010 |
| ---- | ---- |
| 45   | ↘34  |

### Историческая численность населения
По состоянию на 1989 год в посёлке проживало 68 человек.

### Национальный и гендерный состав
Согласно результатам переписи 2002 года, в национальной структуре населения русские составляли 100 % из 34 чел., из них 19 мужчин, 15 женщин.
Согласно результатам переписи 2010 года население составляют 16 мужчин и 18 женщин.

## Инфраструктура
Основа экономики — личное подсобное хозяйство. По состоянию на 2021 год большинство домов используется жителями для постоянного проживания и проживания в летний период. Вода добывается жителями из личных колодцев. Имеется пруд, таксофон.
Почтовое отделение №150025, расположенное на улице Лунной города Ярославля, на март 2022 года обслуживает в посёлке 6 домов. Почтовое отделение №150052, расположенное на улице Труфанова города Ярославля, на март 2022 года обслуживает в посёлке 9 домов.

## Транспорт
Въезд в деревню осуществляется с автодороги М8 «Москва-Холмогоры».
В непосредственной близости находятся остановки общественного транспорта «Суринское» и «Кладбище», через которую проходят маршруты №№ 49 15 микрорайон — Улица Ярославская, 117 ТРК «Альтаир» — Автовокзал.